# Masters of the Universe (revista em quadrinhos)
A linha de action figures da Mattel, Masters of the Universe possuiam como brindes pequenas revistas em quadrinhos  chamadas de mini-comics.
Mais tarde a Mattel encomendou séries de quadrinhos produzidas pelas editoras DC Comics, Marvel Comics e Image Comics.

## Publicação
A série foi publicada inicialmente em 1981 em mini-quadrinhos que acompanhavam os bonecos da marca.
Em Novembro de 1987 foi publicada pela Marvel Comics, uma adaptação em quadrinhos do filme Masters of the Universe, lançado no mesmo ano.
Em 2002 a série em quadrinhos ganhou uma nova adaptação, publicada em quatro volumes pela Image Comics, baseada na nova versão da série animada que foi ao ar no mesmo ano pelo canal Cartoon Network..  Em 2011, novas minicomics foram produzidas pela Dark Horse Comics, no ano seguinte, em comemoração dos 30 anos da franquia, a DC Comics inicia uma nova série com roteiros de James Robinson e Keith Giffen.
Em 2016, a DC Comics anunciou um crossover da franquia com ThunderCats.

### No Brasil
Entre os anos de 1986 e 1988, a Editora Abril publicou no Brasil uma série de revistas em formatinho. Algumas edições eram compostas de material original da Marvel Comics/Star Comics, mas sem material suficiente para a série, foram produzidas histórias criadas por autores brasileiros, como Luiz Antonio Aguiar e Gedeone Malagola (roteiros), Watson Portela, Rodolfo Zalla, Rodval Matias, José Menezes, Marcelo Campos (desenhos), entre outros. Em 1987, a tradicional fábrica de brinquedos Estrela seguiu o exemplo da Mattel, introduzindo à coleção brasileira de Masters of the Universe, os mini-comics produzidos por artistas brasileiros.
Em 2004, a Panini Comics publicou 4 edições da revista "He-Man and The Masters of the Universe", originalmente da editora Image Comics, em formato americano.